# Hablainville
Hablainville je francouzská obec v departementu Meurthe-et-Moselle v regionu Grand Est. V roce 2013 zde žilo 217 obyvatel.

## Poloha
Sousední obce jsou: Azerailles, Brouville, Buriville, Flin, Pettonville, Réclonville a Vaxainville.

## Vývoj počtu obyvatel
Počet obyvatel